# Sabino Springett
Sabino Canales Springett, más conocido como Sabino Springett  (Quilcata, Ayacucho, 12 de julio de 1913-Lima, agosto de 2006) fue un pintor, grabador y afichista peruano. Ha practicado diversas modalidades figurativas, abstractas y texturales, influido sucesivamente por la estilización picassiana, la pintura gestual francesa y el informalismo español.

## Biografía
Nació en Quilcata, pueblo situado entonces en la provincia de Parinacochas; hoy se ubica en la provincia de Páucar del Sara Sara, en la sierra ayacuchana. Desde pequeño demostró una gran habilidad para el dibujo. 
A temprana edad se trasladó a Lima y cursó estudios primarios y secundarios en el Colegio Nacional Nuestra Señora de Guadalupe de Lima. En 1924, a la edad de 11 años, se presentó a un concurso de pintura para niños, promovido por la revista El Gráfico. Su pintura titulada Sahumadora del Señor de los Milagros fue galardonada con el primer premio. Desde entonces empezó a firmar como Sabino Springett, prescindiendo del apellido paterno.
Asistió en 1929 a la Escuela Nacional de Bellas Artes de Lima, en calidad de aficionado y observador. El director de dicha escuela, Daniel Hernández, se interesó en su trabajo y le otorgó una beca de estudios, ingresando como alumno en 1931. Fue alumno de Jorge Vinatea Reinoso, del mismo Daniel Hernández, de José Sabogal y de Alejandro González, Apu-Rimak. Egresó de la escuela en 1934, y distanciado del Indigenismo, se adscribió al movimiento de los Independientes, junto con artistas como Teófilo Allain, Ricardo Grau, Domingo Pantigoso y Carlos Quizpez Asín.
Colaboró en la sección técnica del Museo Nacional de Arqueología (1938-1944). Pasó luego a ser docente en su alma mater, como profesor de Pintura y Dibujo (1946-1973).
Recorrió el Perú completamente y recogió valiosas experiencias durante sus viajes. Viajó también por muchos países de América y Europa.
Su primera muestra individual la realizó en la Galería San Marcos, en 1953, y desde entonces expuso regularmente en Lima. También participó en exposiciones realizadas en países de América y Europa. Representó al Perú en la bienal de Sao Paulo (1962) y las exposiciones de pintura peruana en Caracas, Viña del Mar, México y La Habana.
Ha ejecutado murales para la  Universidad Nacional de Ingeniería, la municipalidad de Miraflores, el Ministerio de Educación Pública (hoy edificio del Poder Judicial) y la Fábrica Eternit.

## Apreciaciones críticas
Inicialmente se orientó hacia el expresionismo, evolucionando luego hacia el abstraccionismo y finalmente hizo innovaciones propias. Muchas de sus pinturas, básicamente al óleo y acuarela, tratan sobre las diferentes realidades peruanas, captando instantes paisajísticos de lugares y personas. Sus cuadros más famosos muestran a las Mamachas (nombre dado a las mujeres con atuendo indígena del Altiplano peruano y boliviano) que bajan a la ceja de selva a recoger flores, en donde cada cuadro combina los tonos de las flores tropicales con los vestidos multicolores de las mujeres. 

Sin sujetarse a cánones ni a ismos establecidos labora en una permanente innovación. Su obra se distingue por su trazo seguro, formas originales, un color bien equilibrado y una excelente composición. Es notable su incidencia permanente dentro de los valores estéticos de nuestras culturas representativas preincaicas e incaicas.
Juan Villacorta Paredes

… practicó desde sus primeras obras un especial interés por lo vernacular, conservando independiente distancia respecto del indigenismo de José Sabogal. Pintor de paleta hábil, de fresco y grácil cromatismo, ha asimilado  variadas experiencias que ha armonizado eficazmente en sus lienzos, en los que ha recogido figuras y paisajes de la costa peruana así como imágenes que recuerdan la temática del arte popular ayacuchano.
Luis Enrique Tord

## Premios
Ha recibido diversos premios, tanto en su país como en el exterior:
- Premio Nacional de Pintura de la Municipalidad de Lima (1940)
- Primer Premio en el Segundo Salón de los Independientes, en Lima (1941)
- Diploma y Medalla de Oro en la Exposición de Pintura Latinoamericana de la Galería Macy´s de Nueva York (1943)
- Segundo Premio en Pintura Exposición Amazónica (1943)
- Primer Premio Concurso de Afiches (1944 y 1945)
- Mención Honrosa en la II Bienal de México.
- Premio Bienal Teknoquímica (1990)